# Pisba
Pisba – miasto w Kolumbii, w departamencie Boyacá.